# Hubîci, Ripkî
Hubîci (în ucraineană Губичі) este localitatea de reședință a comunei Hubîci din raionul Ripkî, regiunea Cernihiv, Ucraina.

## Demografie
Componența lingvistică a localității Hubîci
     Ucraineană (90,71%)
     Rusă (7,43%)
     Belarusă (1,49%)
Conform recensământului din 2001, majoritatea populației localității Hubîci era vorbitoare de ucraineană (90,71%), existând în minoritate și vorbitori de rusă (7,43%) și belarusă (1,49%).